# Cais das Colunas

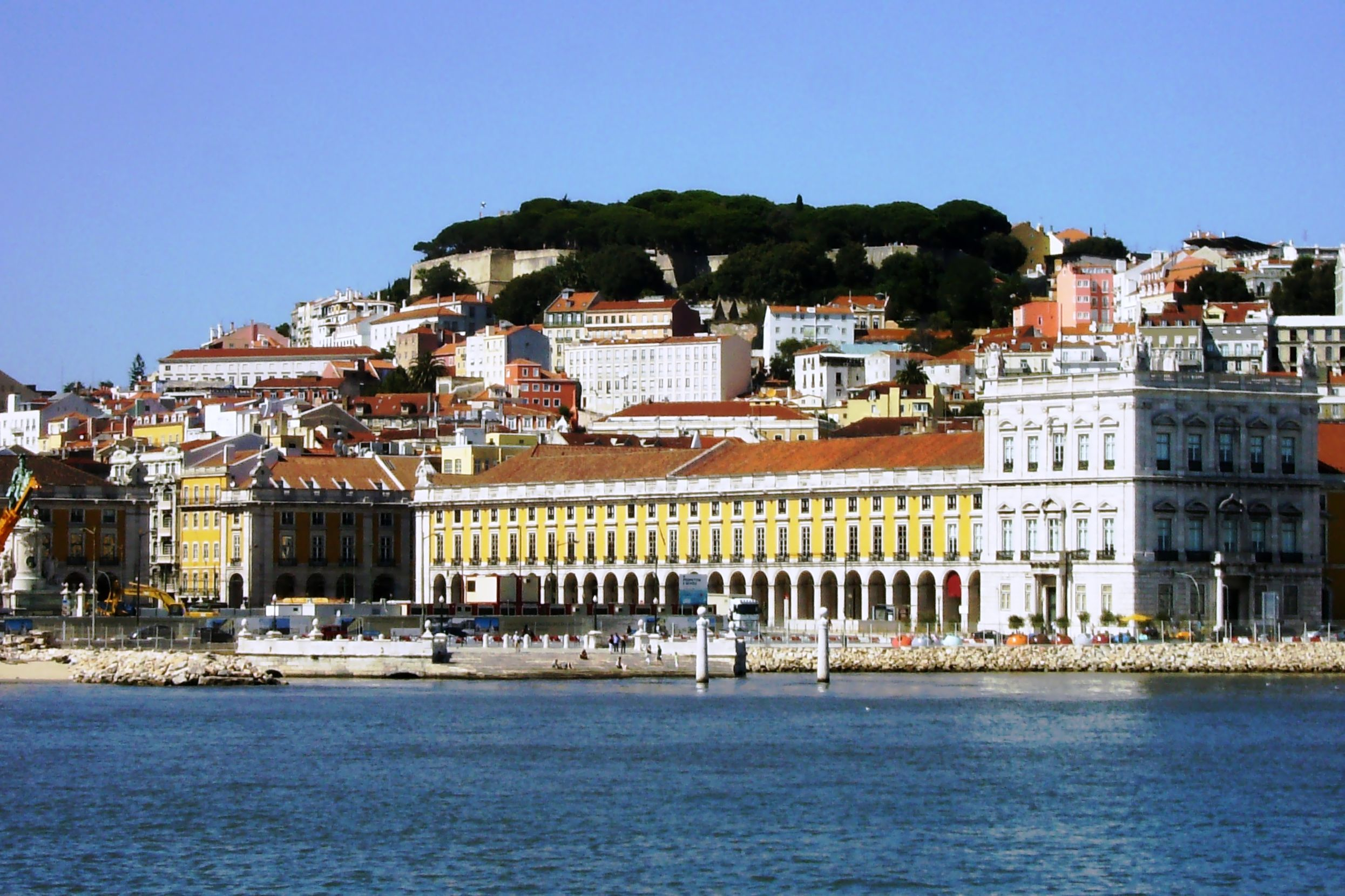
Vista del Terreiro do Paço dal fiume Tagoː in primo piano Cais das Colunas, sullo sfondo il Castello di Sãn Giorgio.

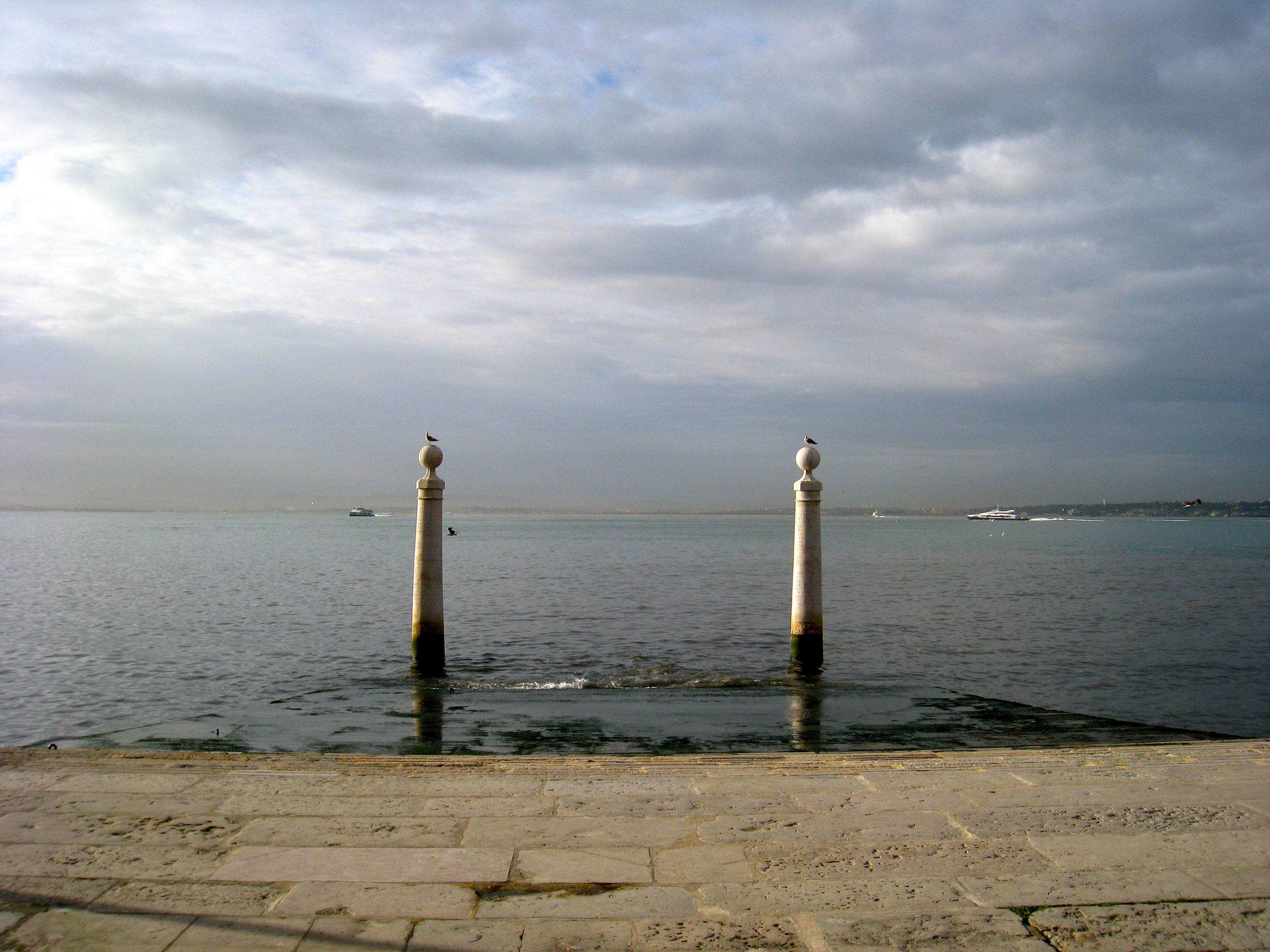
Cais das Colunasː vista da Praça do Comércio.

Il Cais das Colunas (in italiano: Molo delle Colonne) si trova a Praça do Comércio, nel centro storico della città di Lisbona, in Portogallo. Permetteva l'accesso ai battelli o ad altre imbarcazioni che percorrevano il percorso che andava dal Terreiro do Paço al margine sud del fiume Tago.

## Storia
Questa è sempre stata l'entrata nobile di Lisbona e, sui suoi gradini di marmo che si gettano nel fiume, sbarcavano capi di Stato ed altri personaggi di spicco come la Regina Elisabetta II e Gungunhana). Questa impressionante entrata di Lisbona serve ancora da molo per le imbarcazioni che collegano la città a Cacilhas. Oggi, lo spettacolo dello sbarco in questo molo è impedito dal traffico, nell'Avenida da Ribeira das Naus e nell'Avenida Infante D. Henrique, che corre lungo il margine.
Un fatto interessante sono i bagni settimanali che occorrevano anticamente nel molo, durante i quali alcune persone osavano nuotare nudi, fatto che all'epoca causava molta indignazione.